# Velankanni
Velankanni (o Velanganni, Velangann, Vailankanni) è una suddivisione dell'India, classificata come town panchayat, di 10.144 abitanti, situata nel distretto di Nagapattinam, nello stato federato del Tamil Nadu. In base al numero di abitanti la città rientra nella classe IV (da 10.000 a 19.999 persone).

## Geografia fisica
La città è situata a 10° 40' 60 N e 79° 49' 60 E al livello del mare.

## Società

### Evoluzione demografica
Al censimento del 2001 la popolazione di Velankanni assommava a 10.144 persone, delle quali 4.822 maschi e 5.322 femmine. I bambini di età inferiore o uguale ai sei anni assommavano a 1.211, dei quali 592 maschi e 619 femmine. Infine, coloro che erano in grado di saper almeno leggere e scrivere erano 7.010, dei quali 3.625 maschi e 3.385 femmine.

## Basilica di Nostra Signora della Salute
La basilica di Nostra Signora della Salute (Basilica of Our Lady of Good Health in lingua inglese) è una chiesa cattolica di Velankanni, nota anche come la "Lourdes d'oriente". È il più frequentato santuario cristiano dell'India, accogliendo ogni anno milioni di pellegrini.

## Galleria d'immagini

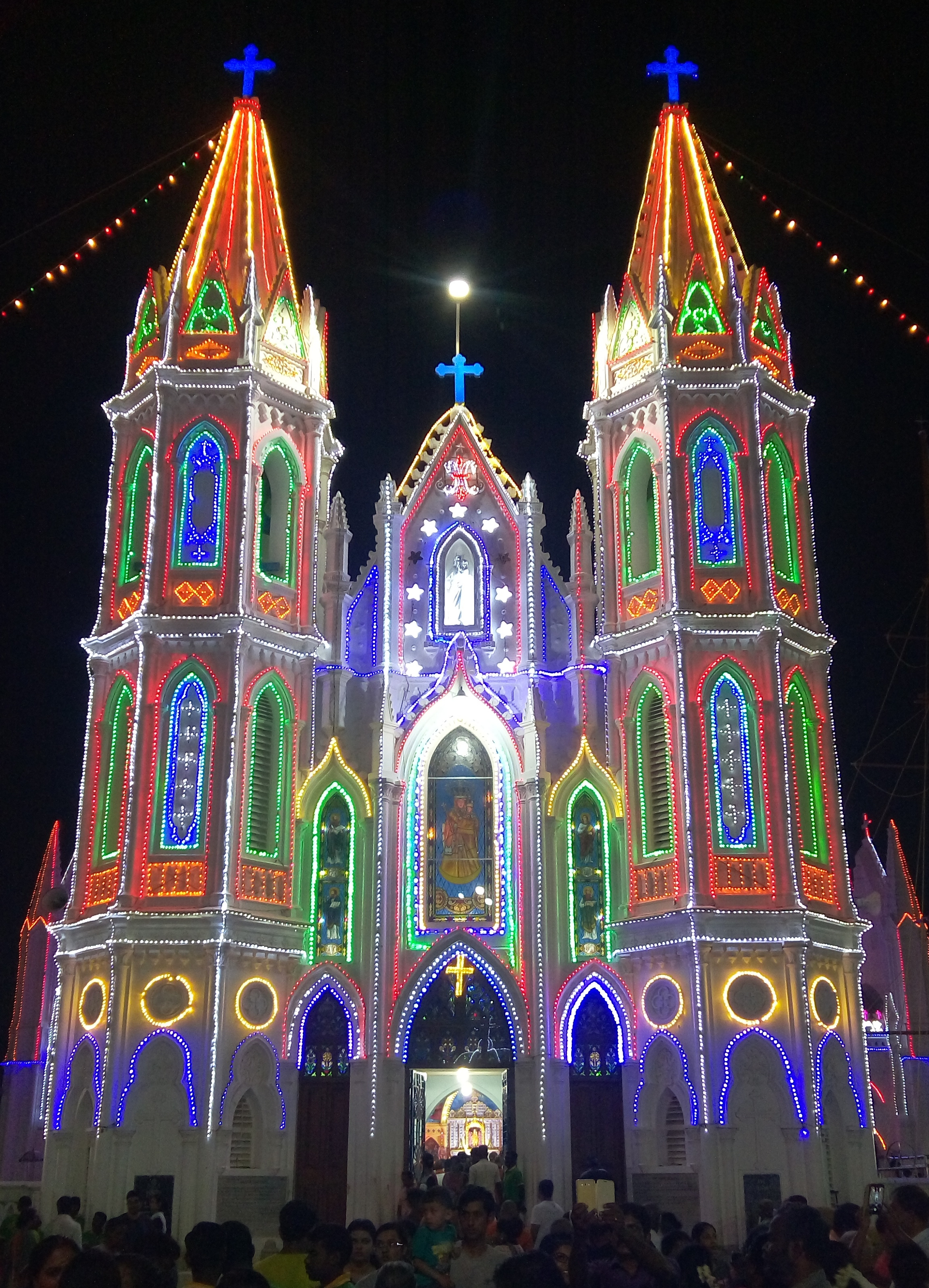
Velankanni Church - Front View
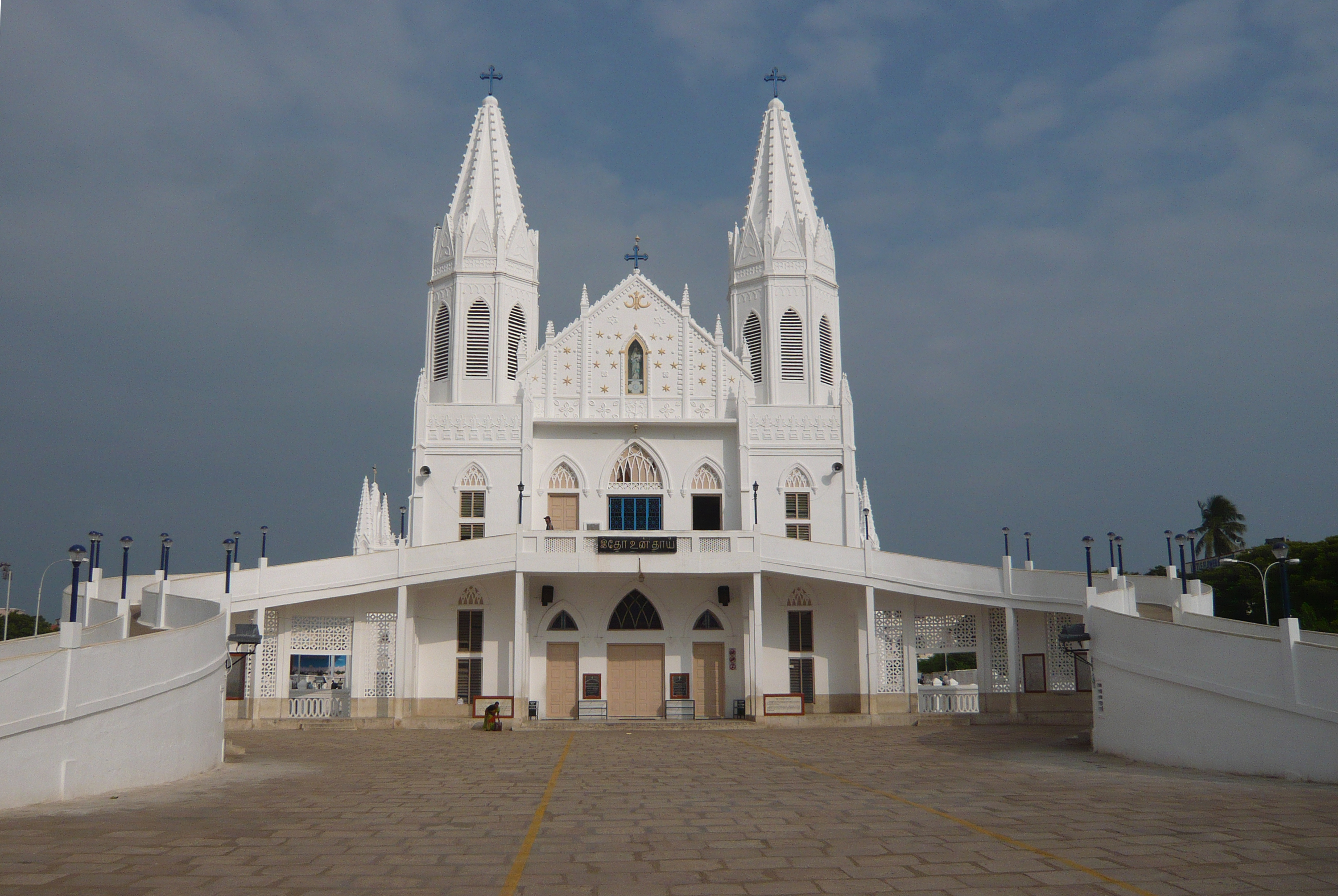
Velankanni Basilica - Extension - Fron View
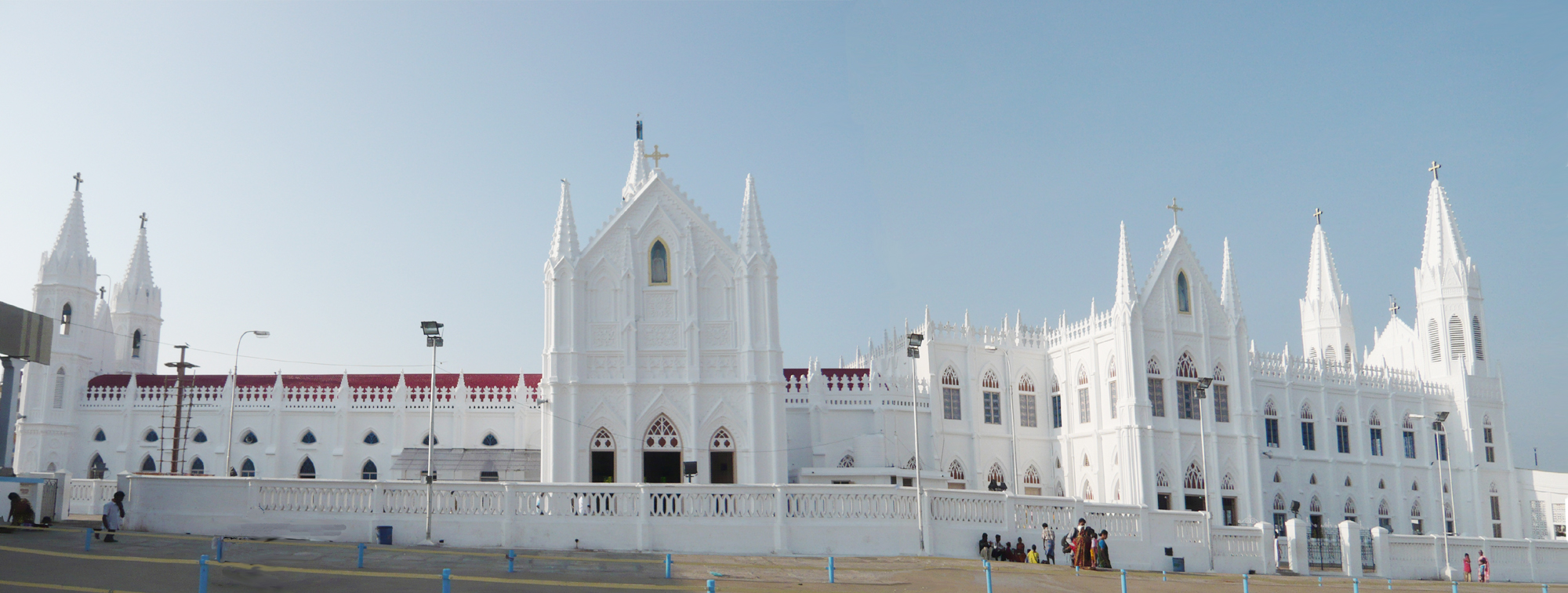
Veilankanni Basilica - A Panoramic Side View - Church and Church Extension seen at a stretch
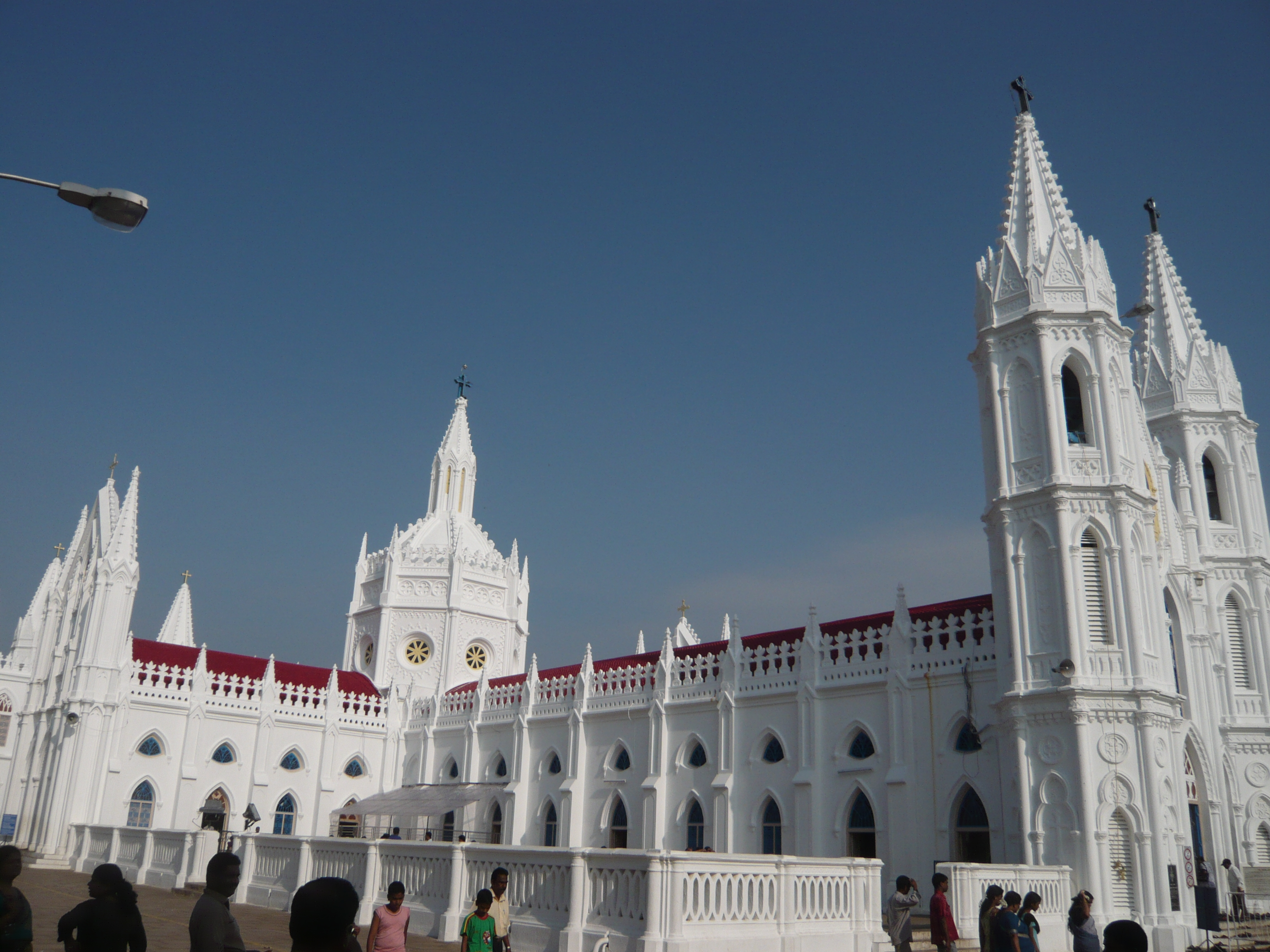
Veilankanni Basilica - Left side view
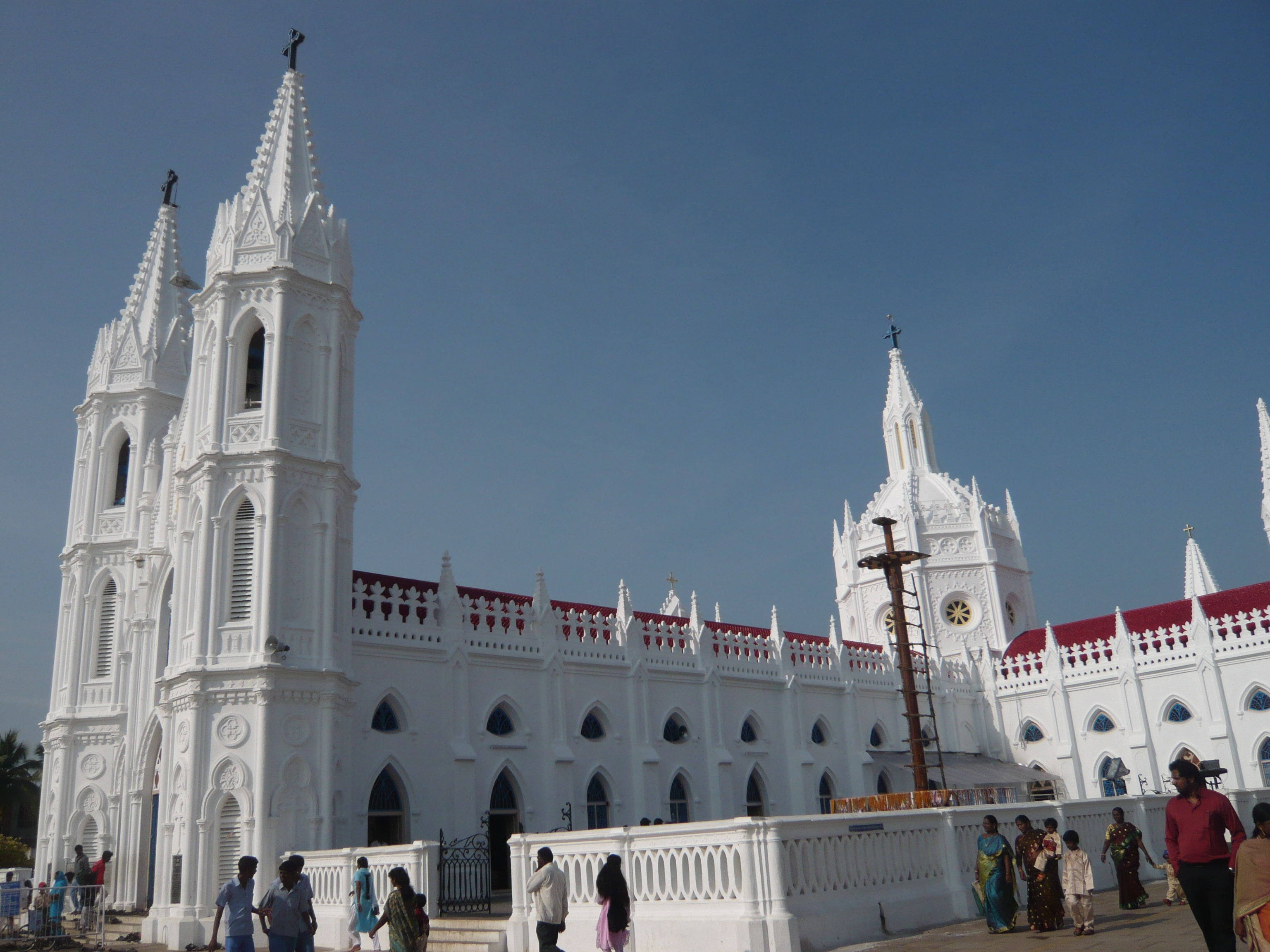
Veilankanni Basilica - Right side view
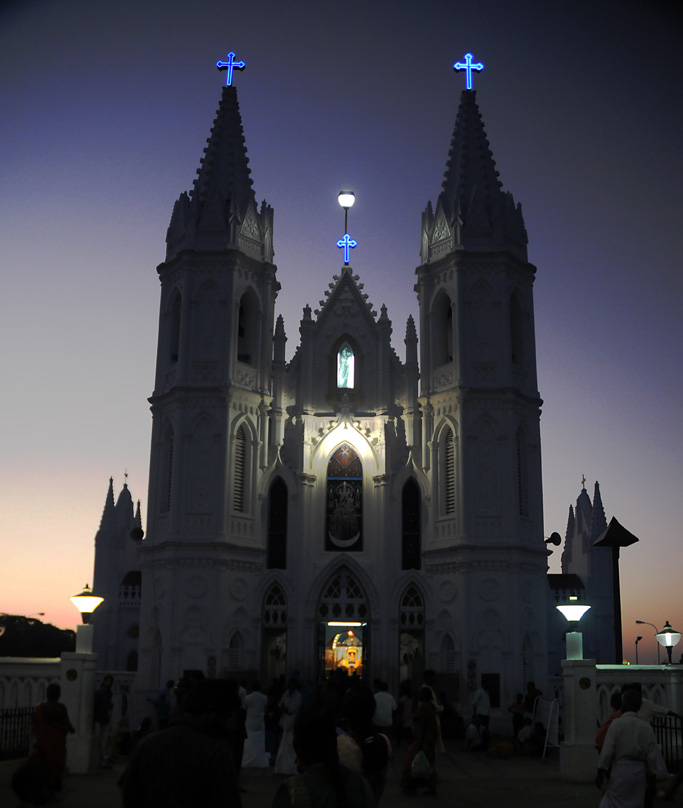
Veilankanni Basilica at Dusk
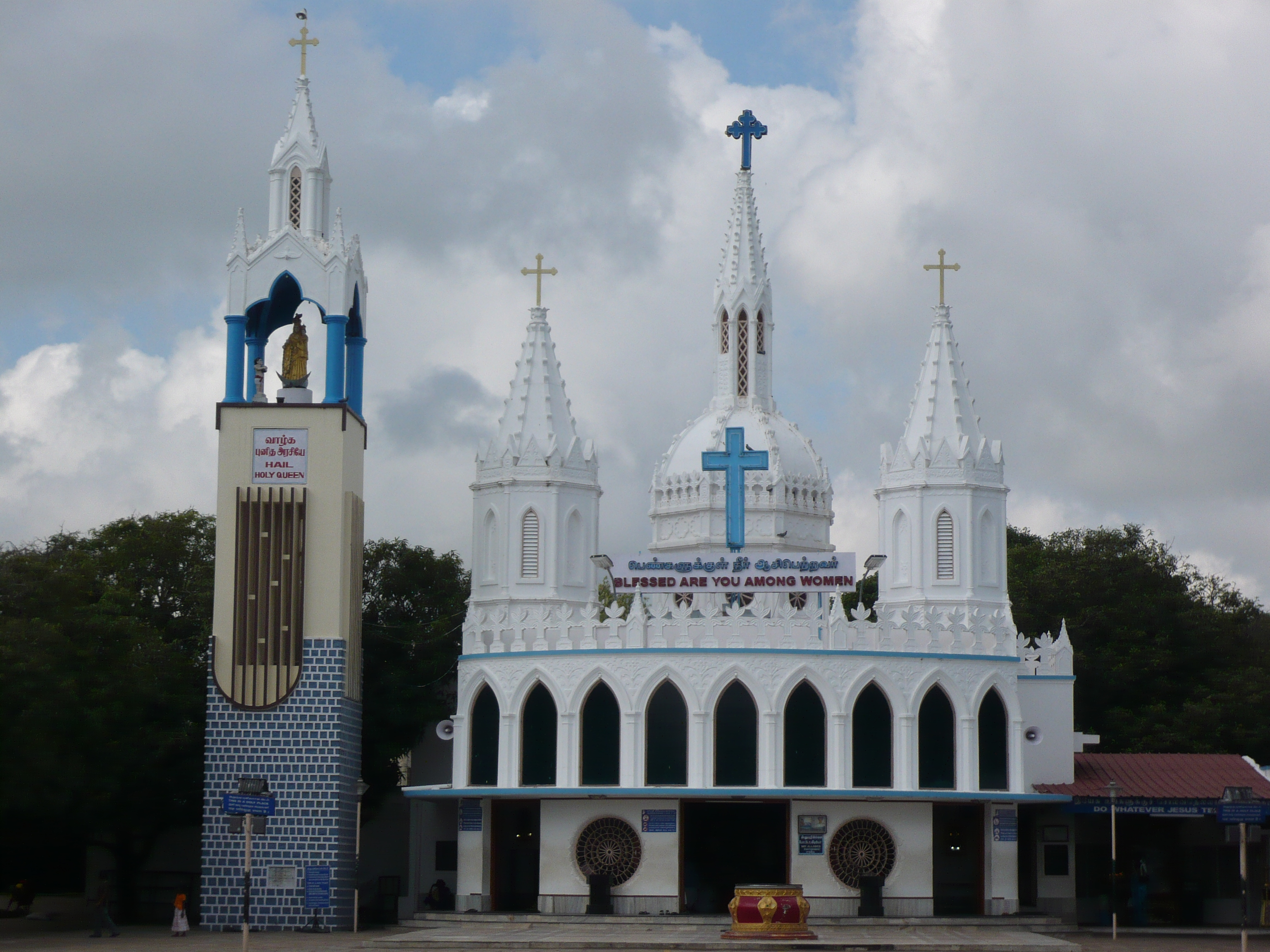
Veilankanni Church Pond
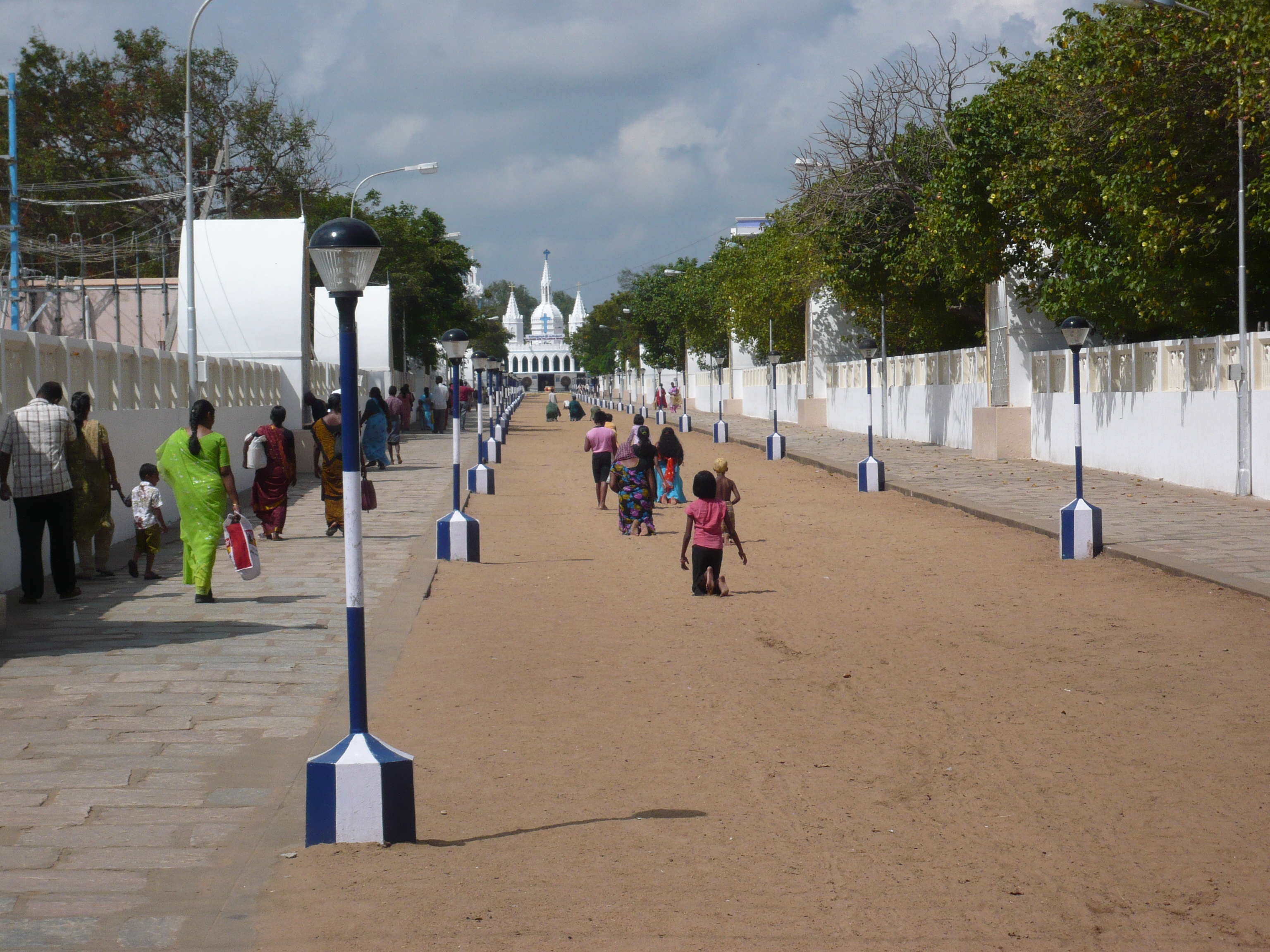
Pilgrims walking on their knees towards the Pond
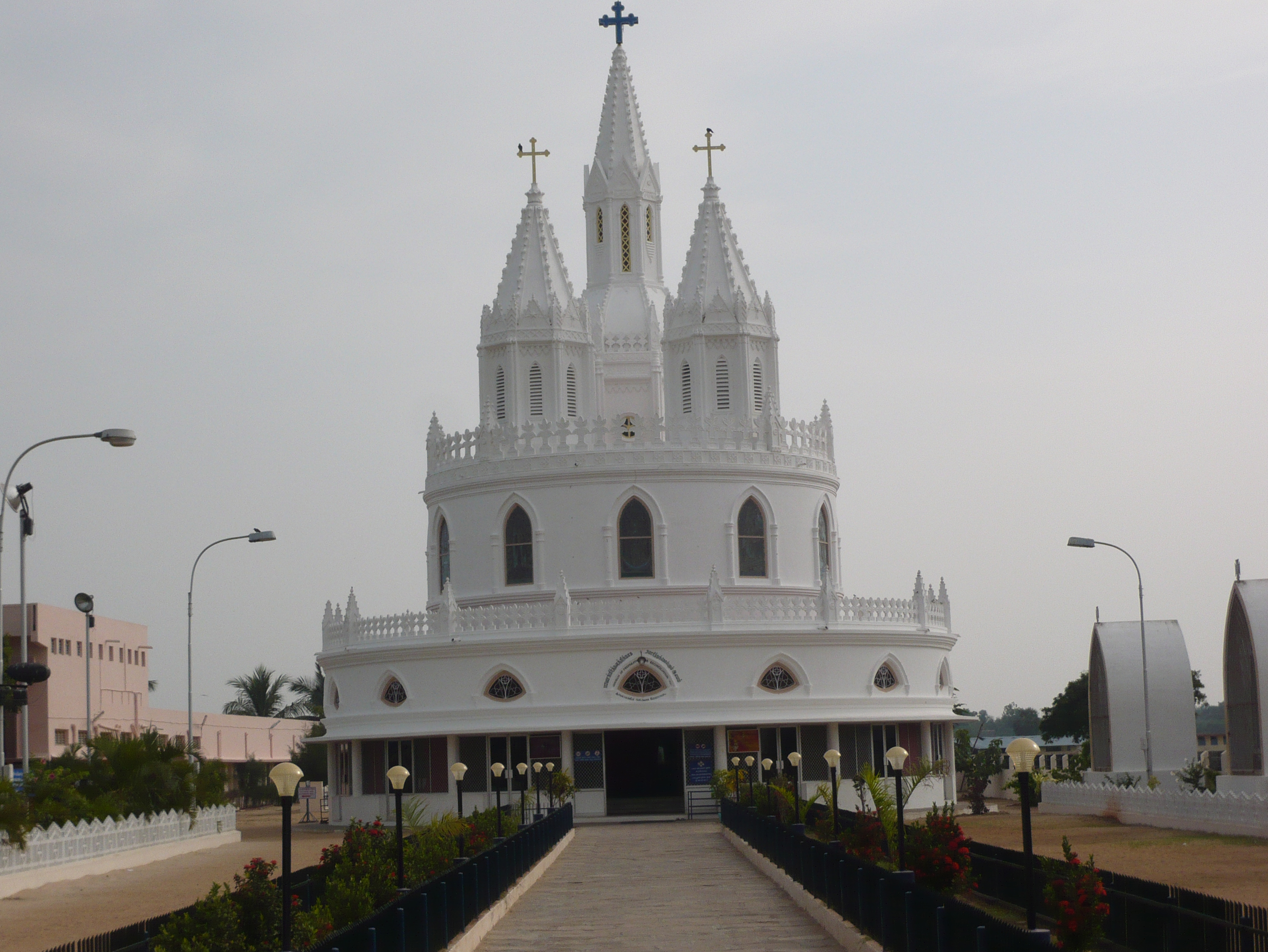
Veilankanni - Adoration Center
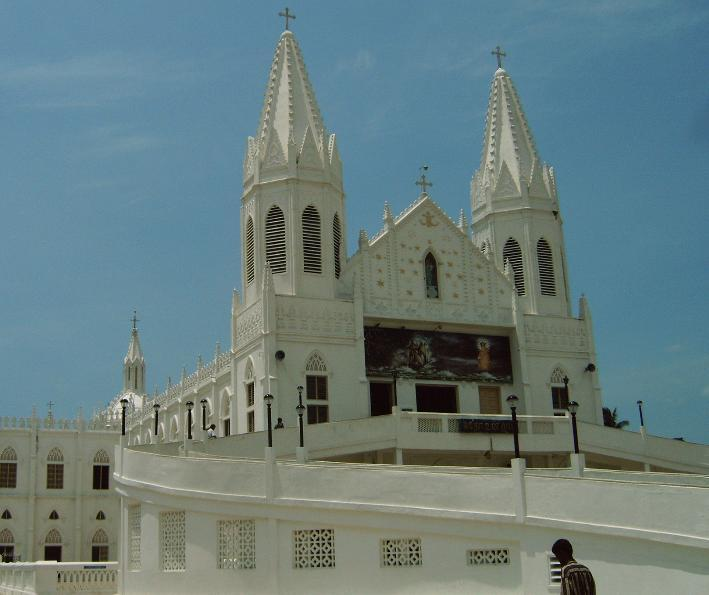
Velankanni Basilica
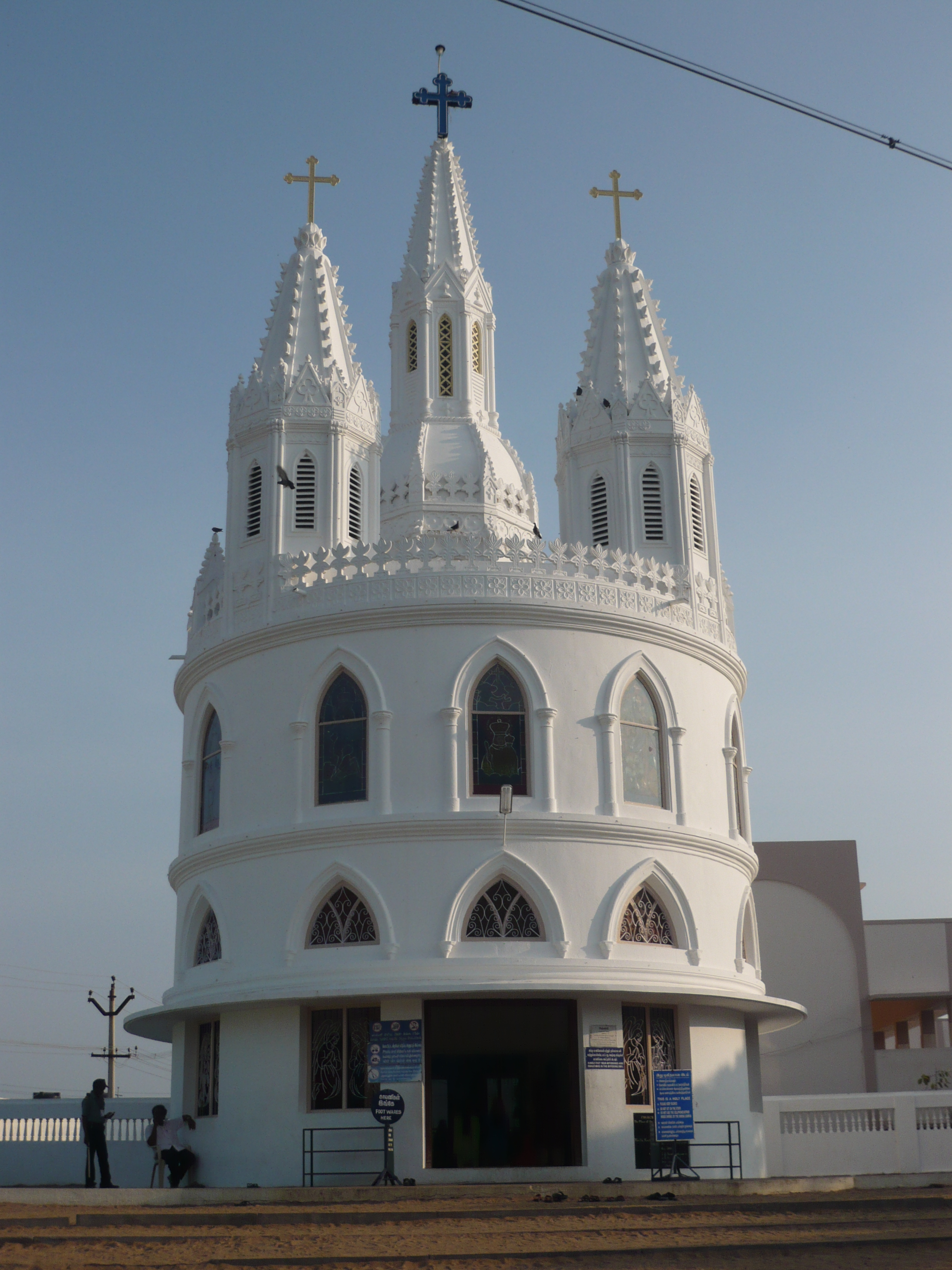
Chappel in Nadu Thittu where Mother Mary appeared for the first time
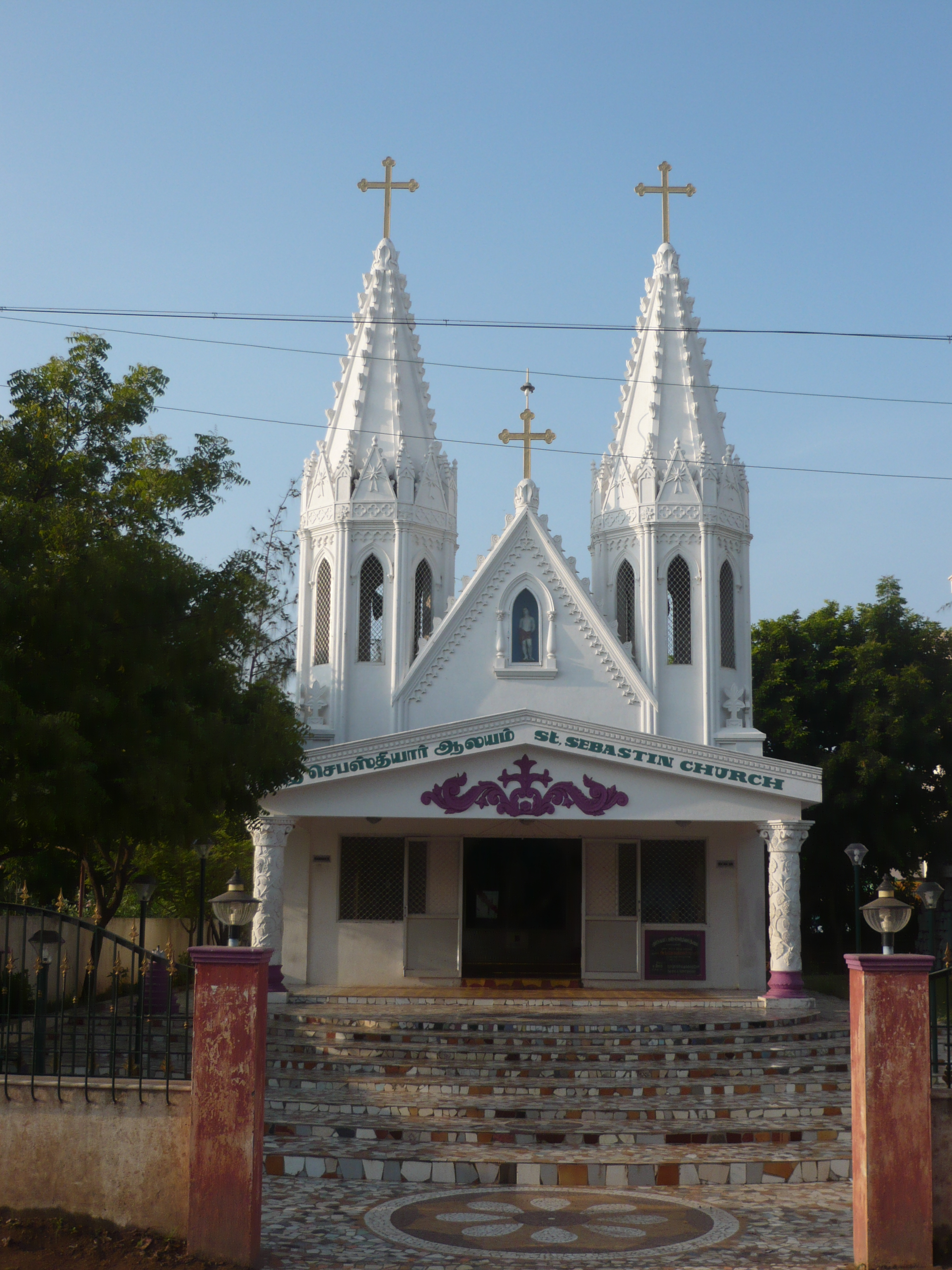
A Chappel for St Sebastin at Velankanni
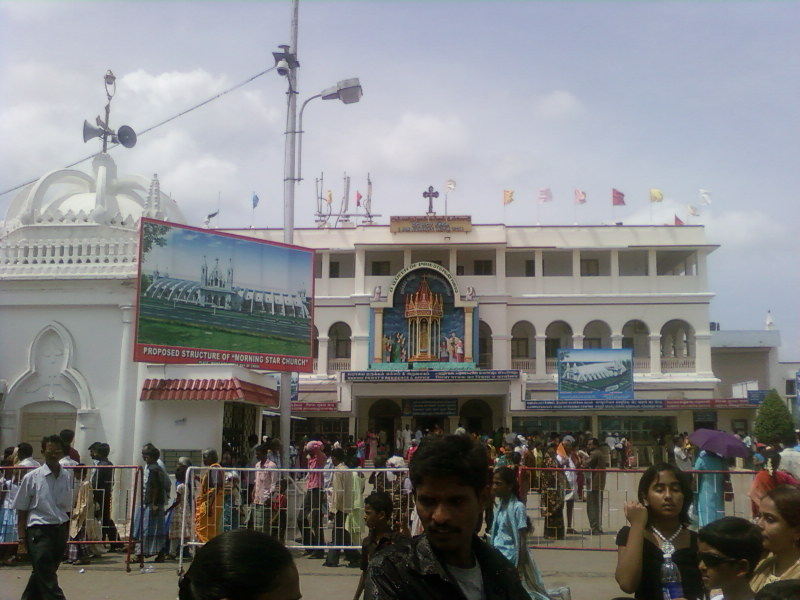
Velankanni Church Office housing office, priest residence and a shop